# Sagmina
Sagmina (Plural; Singular sagmen) waren in der römischen Religion heilige und rituell reine Pflanzen, die zusammen mit dem Wurzelwerk und dem Erdballen von der Priesterschaft der Fetialen auf dem Kapitol (arx) gepflückt wurden (herba pura oder auch verbena).
Mit Hilfe der Sagmina wurde einer der Fetialen auf Befehl des römischen Königs und in der Zeit der römischen Republik auf Befehl des praetor maximus durch Berühren mit den Sagmina zum Pater patratus geweiht. Der so geweihte Pater patratus vollzog zum einen den Eid und das Opfer beim förmlichen Abschluss eines Bündnisses (foedus), das das römische Gemeinwesen auf Dauer band. Zum anderen war ein so geweihter Pater patratus auch bei der förmlichen Kriegserklärung der Fetialen beteiligt. Deshalb begegnen die Sagmina bei Festus sowohl im Zusammenhang mit dem Abschluss von foedera als auch im Zusammenhang mit der förmlichen Kriegserklärung.
In historischer Zeit wurden die Sagmina zusammen mit dem silex, dem heiligen Stein des Iuppiter Feretrius, in Behältern (vasa) auch über größere Entfernungen von Rom aus transportiert, um z. B. beim Vertragsabschluss zur Anwendung zu kommen. Der Träger der Sagmina wurde verbenarius genannt und war Mitglied der Fetialen. Die Sagmina bzw. verbena waren nicht nur rituelle Werkzeuge der Fetialen, sondern zugleich auch Insignien, die die Unverletzlichkeit der Fetialen und Gesandten sichern sollten.